# Бобова
Бобова (пол. Bobowa) — місто в південній Польщі, на річці Біла.
Належить до Горлицького повіту Малопольського воєводства.

## Географія
У місті річка Бжанка впадає у річку Білу.

## Демографія
Демографічна структура станом на 31 березня 2011 року:
|          | Загалом | Допрацездатний вік | Працездатний вік | Постпрацездатний вік |
| -------- | ------- | ------------------ | ---------------- | -------------------- |
| Чоловіки | 1541    | 403                | 1020             | 118                  |
| Жінки    | 1459    | 362                | 843              | 254                  |
| Разом    | 3000    | 765                | 1863             | 372                  |